# Nella mia cucina
Nella mia cucina: una ricetta con Cracco è stato un programma televisivo in onda su Rai 2 in collaborazione con Scavolini.

## Descrizione
Il programma, in onda dal 16 settembre 2019 all'11 ottobre 2019, dal lunedì al venerdì su Rai2, vede lo chef Carlo Cracco realizzare una ricetta e  illustrarne ogni passaggio. Il concorrente, di spalle,  dovrà realizzare la stessa ricetta seguendo quanto detto dallo chef senza potersi mai girare.
La trasmissione vede, inoltre, la conduzione di Camilla Boniardi, nota come Camihawke.